# Trisol Music Group
Trisol Music Group (verkort: Trisol) is een Duits platenlabel. Ze heeft een postorder en is gevestigd in Dieburg. Trisol werd in 1997 door Alexander Storm opgericht. Hij is op dit moment ook de huidige bedrijfsleider.
Het zwaartepunt van het label ligt bij muziek uit de Schwarze Szene. Dit zijn metal, electro, Neue Deutsche Härte, gothic rock en visual kei.

## Sublabels
- Apocalyptic Vision
- Armageddon Shadow
- Electric Starfish
- Iceflower
- Liberation and ecstacy
- Matrix Cube
- Richter Skala
- Sad Eyes
- Weisser Herbst

## Bands en artiesten
- 7th Moon
- Alex Fergusson
- Ancient Ceremony
- ASP
- Attrition
- Autumn Angels
- Black Heaven
- Black Tape for a Blue Girl
- Calandra (nevenproject van The Dust of Basement door Birgitta Behr.)
- Cenobita
- Chamber
- Charlie Clouser
- Christian Death
- Cinema Strange
- Clan of Xymox
- C02
- DBS
- Die Form
- Dope Stars Inc.
- Ext!Ze
- Garden of Delight
- The Girl & The Robot
- Janus
- Kirlian Camera
- L'Âme Immortelle
- London After Midnight
- Lore
- Malice Mizer
- Mantus
- Moi dix Mois
- MÜLLÉR OF DEATH!
- Nachtmahr
- Ostara
- Perfidious Words
- Persephone
- Pilori
- Project Pitchfork
- Punto Omega
- Rome
- Rosa CRVX
- Rotersand
- Samsas Traum
- Schwarzer Engel
- Sopor Aeternus & the Ensemble of Shadows (sublabel: Apocalyptic Vision)
- Spectra Paris
- Sieben
- Spiritual Front
- The Candy Spooky Theater
- The Deadly Ensemble
- Tying Tiffany
- Wolfenmond
- XPQ-21
- Zeromancer